# J. P. Dutta
Pour les articles homonymes, voir Dutta.
Jyoti Prakash Dutta est un réalisateur, scénariste et producteur né le 3 octobre 1949 à Mumbai (Inde). Fils de O.P. Dutta, réalisateur et scénariste indien, il est connu pour avoir réalisé des films de guerre patriotiques réunissant de nombreuses stars.

## Filmographie
- 1975 : Dharam Karam, de Randhir Kapoor, avec Raj Kapoor, Randhir Kapoor et Rekha - assistant de Randhir Kapoor
- 1985 : Ghulami, avec Mithun Chakraborty et Dharmendra - réalisateur
- 1988 : Yateem, avec Sunny Deol et Amrish Puri - réalisateur et scénariste
- 1989 : Hathyar, avec Dharmendra, Sanjay Dutt et Rishi Kapoor - réalisateur et scénariste
- 1989 : Batwara, avec Dharmendra, Vinod Khanna et Dimple Kapadia - réalisateur et scénariste
- 1990 : Sarhad - réalisateur
- 1993 : Kshatriya, avec Sunil Dutt, Raakhee et Vinod Khanna - réalisateur et scénariste
- 1997 : Border, avec Raakhee, Sunny Deol et Jackie Shroff - réalisateur, producteur et scénariste
- 2000 : Refugee, avec Jackie Shroff, Sunil Shetty, Abhishek Bachchan et Kareena Kapoor - réalisateur, producteur et scénariste
- 2003 : LOC Kargil, avec Sanjay Dutt, Ajay Devgan, Saif Ali Khan et Sunil Shetty - réalisateur et scénariste
- 2006 : Umrao Jaan, avec Aishwarya Rai, Sunil Shetty et Abhishek Bachchan - réalisateur, producteur et scénariste